# Cantone di Réchicourt-le-Château
Il Cantone di Réchicourt-le-Château era una divisione amministrativa dell'arrondissement di Sarrebourg.
È stato soppresso a seguito della riforma complessiva dei cantoni del 2014, che è entrata in vigore con le elezioni dipartimentali del 2015.
Comprendeva i comuni di:
- Assenoncourt
- Avricourt
- Azoudange
- Foulcrey
- Fribourg
- Gondrexange
- Guermange
- Hertzing
- Ibigny
- Languimberg
- Moussey
- Réchicourt-le-Château
- Richeval
- Saint-Georges